# Дискография Nothing More
Дискография американской рок-группы Nothing More включает в себя 6 студийных альбомов, 1 сборник, 1 мини-альбом, 8 синглов, и 10 видеоклипов. Группа не получила широкого внимания публики в 2000-х пока не подписала контракт с лейблом Eleven Seven Music в 2014 году. С тех пор группа выпустила два альбома, которые попали в чарт Billboard 200, Nothing More (2014) и The Stories We Tell Ourselves (2017). Также, в чарт Billboard Mainstream Rock попали 8 синглов группы, включая сингл «Go to War», который был в топе на протяжении недели в ноябре 2017 года и "If It Doesn't Hurt" в Июне 2024.

## Студийные альбомы
| Название                                   | Детали | Позиции в чартах | Позиции в чартах | Позиции в чартах | Позиции в чартах | Позиции в чартах | Позиции в чартах |
| Название                                   | Детали | US               | US Alt.          | US Digital       | US Hard Rock     | US Indie         | CAN              |
| ------------------------------------------ | --- | ---------------- | ---------------- | ---------------- | ---------------- | ---------------- | ---------------- |
| Shelter                                    | - Релиз: 2004 - Лейблы: без лейбла(самостоятельно) - Форматы: CD, ЦД                                                                                          | —                | —                | —                | —                | —                | —                |
| Save You/Save Me                           | - Релиз: 5 Января, 2007 - Лейблы: Vestia Entertainment - Форматы: CD, ЦД                                                                                      | —                | —                | —                | —                | —                | —                |
| The Few Not Fleeting                       | - Релиз: 21 Февраля, 2009 - Лейблы: Vestia Entertainment - Форматы: CD, ЦД                                                                                    | —                | —                | —                | —                | —                | —                |
| Nothing More                               | - Релиз: 11 июня, 2013 года (оригинал), 24 июня, 2014 года (переиздание) - Лейблы: Arms Division (оригинал), Eleven Seven (переиздание) - Форматы: CD, LP, ЦД | 33               | 11               | 19               | 3                | 8                | —                |
| The Stories We Tell Ourselves              | - Released: 15 Сентября, 2017 - Label: Better Noise - Formats: CD, LP, ЦД                                                                                     | 15               | 3                | 4                | 2                | 2                | 67               |
| Spirits                                    | - Релиз: 14 Октября, 2022 - Лейблы: Better Noise Records - Форматы: CD, винил, ЦД                                                                             | —                | —                | —                | —                | —                | —                |
| Carnal                                     | - Released: 28 Июня, 2024 - Label: Better Noise - Formats: CD, LP, ЦД                                                                                         | 153              | —                | —                | —                | —                | —                |
| «—» ставится, если альбом не попал в чарт. | |                  |                  |                  |                  |                  |                  |

## Сборники
| Название | Детали                                                                      |
| -------- | --------------------------------------------------------------------------- |
| Vandura  | - Релиз: 11 Мая 2006 - Лейблы: без лейбла(самостоятельно) - Форматы: CD, ЦД |

## Мини-альбом
| Название          | Детали                                                                      |
| ----------------- | --------------------------------------------------------------------------- |
| Madhatter’s Bliss | - Релиз: 12 Июля 2005 - Лейбл: без лейбла(самостоятельно) - Форматы: CD, ЦД |

## Синглы
| «Gone»                                     | 2009 | —  | —  | —  | —  | The Few Not Fleeting          |
| «Waiting on Rain»                          | 2009 | —  | —  | —  | —  | The Few Not Fleeting          |
| «This is the Time (Ballast)»               | 2014 | 2  | 30 | 18 | —  | Nothing More                  |
| «Mr. MTV»                                  | 2014 | 12 | —  | 42 | —  | Nothing More                  |
| «Jenny»                                    | 2015 | 6  | 31 | 25 | —  | Nothing More                  |
| «Here’s to the Heartache»                  | 2015 | 4  | 46 | 21 | —  | Nothing More                  |
| «Go to War»                                | 2017 | 1  | 23 | 12 | 49 | The Stories We Tell Ourselves |
| «Do You Really Want It?»                   | 2017 | 6  | —  | 25 | —  | The Stories We Tell Ourselves |
| «Just Say When»                            | 2018 | 8  | —  | 37 | —  | The Stories We Tell Ourselves |
| «Let 'Em Burn»                             | 2018 | 12 | —  | 36 | —  | The Stories We Tell Ourselves |
| «—» ставится, если альбом не попал в чарт. |      |    |    |    |    |                               |

### Дополнительные синглы
| Название                                | Год  | Альбом                        |
| --------------------------------------- | ---- | ----------------------------- |
| «This Is the Time (Ballast) (Acoustic)» | 2014 | Вне альбома                   |
| «Don’t Stop»                            | 2017 | The Stories We Tell Ourselves |

## Видеоклипы
| Year | Song                                  | Director              |
| ---- | ------------------------------------- | --------------------- |
| 2014 | «This is the Time (Ballast)»          | Frankie Nasso         |
| 2014 | «Mr. MTV»                             | Sean McLeod           |
| 2015 | «Jenny»                               | Jonny Hawkins         |
| 2015 | «Here’s to the Heartache»             | Josh Sobel            |
| 2017 | «Go to War»                           | Айшем, Уэйн           |
| 2017 | «Don’t Stop» (feat. Шэддикс, Джекоби) |                       |
| 2017 | «Do You Really Want It?»              | Frankie Nasso         |
| 2018 | «Just Say When»                       | Daniel Cummings       |
| 2018 | «Let 'Em Burn»                        | Ben Roberds           |
| 2019 | «Fade In / Fade Out»                  | Stephen Wayne Mallett |